# ゲオルク・ボルヴィン・ツー・メクレンブルク
ゲオルク・ボルヴィン・ヘルツォーク・ツー・メクレンブルク（ドイツ語: Georg Borwin Herzog zu Mecklenburg, 1956年6月10日 - ）は、ドイツの旧諸侯メクレンブルク家の家長。

## 経歴
メクレンブルク公ゲオルク・アレクサンダーとその妻のオーストリア大公女イロナの間に長男（第4子）として生まれた。
ガイゼンハイム大学で醸造学を学んだ後、ドイツ軍で軍務を経験したり、スイスで飲料会社を経営したりしている。1996年の父の死に伴い、メクレンブルク＝シュトレーリッツ大公家の家督を引き継いだ。2001年にメクレンブルク＝シュヴェリーン大公家の家長フリードリヒ・フランツ（5世）が後継者のないまま死去したため、残るメクレンブルク家の男系子孫はボルヴィンとその子供たちのみとなった。
ボルヴィンは2009年5月まで、バーデン＝ヴュルテンベルク州ブライスガウ＝ホーフシュヴァルツヴァルト郡の小村ヒンターツァルテンにおいて、ドイツキリスト教民主同盟所属の村議会議員を務めていた。

## 子女
1985年12月24日にヒンターツァルテンにおいて、アリーツェ・ヴァーグナー（Alice Wagner, 1959年 - ）と結婚した。アリーツェとの間には2男1女がいる。
- ヘレーネ・オルガ・フェオドラ・ドナータ・マリア・カタリーナ・テレジア（1988年 - ）
- ゲオルク・アレクサンダー・ミヒャエル・ハインリヒ・エルンスト・フランツ・フェルディナント・マリア（中国語版）（1991年 - ）
- カール・ミヒャエル・ボルヴィン・ゲオルク・フリードリヒ・フランツ・フーベルトゥス・マリア（1994年 - ）